# Seznam žijících biskupů východních ritů

## Arménského ritu

### Patriarchát kilíkijský
post uprázdněn

### Archieparchie aleppská
- Mons. Boutros Marayati - Arcibiskup

### Archieparchie bagdádská
- Mons. Emmanuel Dabbaghian - Arcibiskup

### Archieparchie bejrútská
- patriarcha
- Mons. Kévork Assadourian - Pomocný biskup a titulární biskup z Amidy

### Archieparchie istanbulská
- - Mons. Lévon Boghos Zékiyan - Apoštolský administrátor sede plena
  - Mons. Hovhannes Tcholakian - Emeritní arcibiskup
  - Mons. Kévork Khazoumian - Emeritní arcibiskup koadjutor

### Archieparchie lvovská
vacant

### Eparchie alexandrijská
- Mons. Kricor-Okosdinos Coussa - Biskup

### Eparchie isfahánská
- Mons. Sarkis Davidian - Biskup
- Mons. Nechan Karakéhéyan, I.C.P.B. - Emeritní arcibiskup-biskup

### Eparchie kamichliéská
vacant - apoštolský administrátor Mons. Boutros Marayati
- Joseph Arnaouti, I.C.P.B. - Emeritní biskup

### Eparchie Naší paní z Naregu v New Yorku
- Mikaël Antoine Mouradian, I.C.P.B. - Biskup
- Manuel Batakian, I.C.P.B. - Emeritní biskup

### Eparchie Sainte-Croix-de-Paris
- Jean Teyrouz, I.C.P.B. - Biskup
- Grégoire Ghabroyan, I.C.P.B. - Emeritní biskup

### Eparchie Svatého Řehoře z Nareku v Buenos Aires
- Vartán Waldir Boghossian, S.D.B. - Biskup

### Apoštolský exarchát Latinské Ameriky a Mexika
- Vartán Waldir Boghossian, S.D.B. - Exarcha viz výše

### Ordinariát Východní Evropy
- Raphaël François Minassian - Ordinář a titulární arcibiskup Cesarea in Cappadocia
- Mons. Nechan Karakéhéyan, I.C.P.B. - Emeritní ordinář a titulární arcibiskup Adanský
  - Mons. Vartan Kechichian, C.A.M. - Emeritní ordinář koadjutor a titulární arcibiskup Mardinský

### Ordinariát v Řecku
- Mons. Nechan Karakéhéyan, I.C.P.B. - Emeritní ordinář a titulární arcibiskup Adanský

### Ordinariát v Rumunsku
vacant - apoštolský administrátor György-Miklós Jakubínyi

### Patriarchální exarchátu v Damašku
- Joseph Arnaouti, I.C.P.B. - Emeritní exarcha

## Chaldejského ritu

### Patriarchát babylónský
- Mons. Louis Raphaël I. Sako - Patriarcha
- Kard. Emmanuel III. Delly - Emeritní patriarcha
  - Mons. Jacques Ishaq - Biskup kurie a titulární arcibiskup Nisibiský
  - Mons. Shlemon Warduni - Biskup kurie a titulární biskup Anbarský
  - Mons. Saad Sirop - Pomocný biskup a titulární biskup Hirtský
  - Mons. Basel Yaldo - Pomocný biskup a titulární biskup Bethzabdaský

### Archieparchie kirkúksko-sulajmanijská
- Mons. Yousif Thomas Mirkis, O.P. - Arcibiskup

### Archieparchie teheránská
- Mons. Ramzi Garmou - Arcibiskup

### Archieparchie urmyjská
- Mons. Thomas Meram - Arcibiskup

### Archieparchie ahvázká
vacant

### Archieparchie basracká
- Mons. Habib Hormuz Al-Naufali - Arcibiskup

### Archieparchie arbílská
- Mons. Bashar Warda, C.SS.R. - Arcibiskup
- Mons. Jacques Ishaq - Emeritní arcibiskup a titulární arcibiskup Nisibiský

### Archieparchie mosulská
- sede vacante

### Eparchie aleppská
- Mons. Antoine Audo, S.J. - Biskup

### Eparchie alquochská
- Mons. Mikha Pola Maqdassi - Biskup

### Eparchie bejrútská
- Mons. Michel Kassarji - Biskup

### Eparchie káhirská
vacant

### Eparchie Mar Addai v Torontu
- Mons. Emmanuel Challita - Biskup
- Mons. Hanna Zora - Emeritní Arcibiskup-Biskup

### Eparchie Svatého Petra apoštola v San Diegu
- Mons. Sarhad Yawsip Hermiz Jammo - Biskup
  - Mons. Bawai Soro - Pomocný biskup a titulární biskup Foratianaský

### Eparchie Svatého Tomáše apoštola v Detroitu
- Mons. Frank Kalabat- Biskup
- Mons. Ibrahim Namo Ibrahim - Emeritní biskup

### Eparchie Svatého Tomáše apoštola v Sydney
- Mons. Amel Shamon Nona - Arcibiskup-Biskup
- Mons. Djibrail Kassab - Emeritní arcibiskup-Biskup

### Eparchie salmaská
- Mons. Thomas Meram - Arcibiskup-Biskup

### Eparchie zakusko-amádíjaská
- Mons. Rabban Al-Qas - Biskup

## Koptského ritu

### Patriarchát alexandrijský
- Mons. Ibrahim Isaac Sidrak - Patriarcha
- Kard. Antonios Naguib - Emeritní patriarcha
  - Mons. Youhanna Golta - Biskup kurie a titulární biskup Andropoliský

### Eparchie asyútská
- Mons. Kyrillos Kamal William Samaan, O.F.M. - Biskup

### Eparchie gízaská
- Mons. Antonios Aziz Mina - Biskup

### Eparchie ismáílíjaská
- Mons. Makarios Tewfik - Biskup

### Eparchie luxorská
- Mons. Youhannes Ezzat Zakaria Badir - Biskup

### Eparchie minjáská
- Mons. Botros Fahim Awad Hanna - Biskup

### Eparchie suhagská
- Mons. Youssef Aboul-Kheir - Biskup
- Mons. Morkos Hakim, O.F.M. - Emeritní biskup

## Etiopského a Eritrejského ritu

### Archieparchie Addis Abeba
- Mons. Berhaneyesus Demerew Souraphiel, C.M. - Arcibiskup

### Eparchie adigratská
- Mons. Tesfay Medhin - Biskup

### Archieparchie asmarská
- Mons. Menghisteab Tesfamariam, M.C.C.I. - Arcibiskup
- Mons. Zekarias Yohannes - Emeritní biskup

### Eparchie barentuská
- Mons. Thomas Osman, O.F.M. Cap. - Biskup

### Eparchie emdibirská
- Mons. Musie Ghebreghiorghis, O.F.M. Cap. - Biskup

### Eparchie kerenská
- Mons. Kidane Yebio - Biskup

### Eparchie seghenejtská
- Mons. Fikremariam Hagos Tsalim - Biskup

### Eparchie Bahir Dar–Dessie
- Mons. Lisane-Christos Matheos Semahun - Biskup

## Maronitského ritu

### Patriarchát antiochijský
- Kard. Béchara Butrus Raï - Patriarcha
- Kard. Nasrallah Butrus Sfeir - Emeritní patriarcha
  - Mons. Boutros Nabil El-Sayah - Biskup kurie a arcibiskup ad personam
  - Mons. Hanna Alwan, L.M. - Biskup kurie a titulární biskup Sareptaský
  - Mons. Paul Abdel Sater - Biskup kurie a titulární biskup z Ptolemais in Phœnicia
  - Mons. Roland Aboujaoudé - Emeritní pomocný biskup a titulární biskup Arca in Pheonicia
  - Mons. Samir Mazloum - Emeritní biskup kurie a titulární biskup Callinicumský

### Archieparchie aleppská
- Mons. Joseph Tobji - Arcibiskup
- Mons. Youssef Anis Abi-Aad, Ist. del Prado - Emeritní arcibiskup

### Archieparchie antéliaská
- Mons. Camille Zaidan - Arcibiskup
- Mons. Joseph Mohsen Béchara - Emeritní arcibiskup

### Archieparchie bejrútská
- Mons. Paul Youssef Matar - Arcibiskup

### Archieparchie kyperská
- Mons. Joseph Soueif - Arcibiskup
- Mons. Boutros Gemayel - Emeritní arcibiskup

### Archieparchie damašská
- Mons. Samir Nassar - Arcibiskup

### Archieparchie Haifa a Svaté Země
- Mons. Moussa El-Hage, O.A.M. - Arcibiskup
- Mons. Boutros Nabil El-Sayah - Emeritní arcibiskup a arcibiskup ad personam

### Archieparchie tripoliská
- Mons. Georges Bou-Jaoudé, C.M. - Arcibiskup

### Archieparchie týroská
- Mons. Nabil Hage - Arcibiskup

### Eparchie Baalbe-Deir Al-Ahmar
- Mons. Hanna Rahmé, O.L.M. - Biskup
- Mons. Simon Atallah, O.A.M. - Emeritní biskup
- Mons. Paul-Mounged El-Hachem - Emeritní biskup a titulární arcibiskup Darniský

### Eparchie Batrun
- Mons. Mounir Khairallah - Biskup
- Mons. Paul-Emile Saadé - Emeritní biskup

### Eparchie káhirská
- Mons. Georges Chihane - Biskup
- Mons. François Eid, O.M.M. - Emeritní biskup a prokurátor v Římě

### Eparchie bybloská
- Mons. Michel Aoun - Biskup

### Eparchie Joubbé–Sarba–Džunijapod správou patriarchy
- Mons. Nersès Bédros XIX. Tarmouni - Patriarcha-biskup
  - Mons. Antoine Nabil Andari - Pomocný biskup a titulární biskup Tarsuský
  - Mons. Maroun Ammar - Pomocný biskup a titulární biskup Canathaský
  - Mons. Paul Rouhana, O.L.M. - Pomocný biskup a titulární biskup Antaradoský
  - Mons. Guy-Paul Noujaim - Emeritní pomocný biskup a titulární biskup Cesarea Philippi

### Eparchie lázikíjaská
- Mons. Elias Slaiman Slaiman - Biskup
- Mons. Massoud Massoud - Emeritní biskup

### Eparchie Nossa Senhora do Líbano em São Paulo
- Mons. Edgar Madi - Biskup

### Eparchie Notre-Dame du Liban de Paris
- Mons. Nasser Gemayel - Biskup

### Eparchie Nuestra Señora de los Mártires del Líbano en México
- Mons. Georges M. Saad Abi Younes, O.L.M. - Biskup

### Eparchie Naší Libanonské Paní v Los Angeles
- Mons. Abdallah Elias Zaidan, L.M. - Biskup
- Mons. Robert Joseph Shaheen- Emeritní biskup

### Eparchie sidónská
- Mons. Elias Nassar - Biskup
- Mons. Tanios Khoury- Emeritní biskup

### Eparchie Svatého Marona v Montréalu
- Mons. Paul-Marwan Tabet, L.M. - Biskup
- Mons. Joseph Khoury- Emeritní biskup
- Mons. Georges Abi-Saber, O.L.M. - Emeritní biskup

### Eparchie Svatého Marona v Brooklynu
- Mons. Gregory John Mansour - Biskup
- Mons. Stephen Hector Doueihi- Emeritní biskup

### Eparchie Svatého Marona v Sydney
- Mons. Antoine Tarabay, O.L.M. - Biskup
- Mons. Ad Abi Karam- Emeritní biskup
- Mons. Joseph Hitti- Emeritní biskup

### Eparchie Svatého Charbela v Buenos Aires
vacant
- Mons. Habib Chamieh, O.M.M. - Apoštolský administrátor
- Mons. Charbel Georges Merhi, L.M. - Emeritní biskup

### Eparchie zahléská
- Mons. Joseph Mouawad - Biskup
- Mons. Georges Scandar- Emeritní biskup

## Syrského ritu

### Patriarchát antiochijský
- Mons. Ignace Youssif III. Younan - Patriarcha
- Mons. Ignace Pierre VIII. Abdel-Ahad - Emeritní patriarcha
  - Mons. Jihad Battah - Biskup kurie a titulární biskup Phænaský
  - Mons. Basile Georges Casmoussa - Biskup kurie a emeritní arcibiskup Mosulský
  - Mons. Flavien Joseph Melki - Emeritní biskup kurie a titulární arcibiskup Dara Syrorum

### Archieparchie damašská
- Mons. Gregorios Elias Tabé - Arcibiskup

### Archieparchie homská
vacant

### Archieparchie aleppská
- Mons. Denys Antoine Chahda - Arcibiskup
- Mons. Raboula Antoine Beylouni - Emeritní arcibiskup

### Archieparchie bagdádská
- Mons. Yousif Abba - Arcibiskup
- Mons. Athanase Matti Shaba Matoka - Emeritní arcibiskup

### Archieparchie hasaksko-nisibiská
- Mons. Jacques Behnan Hindo - Arcibiskup

### Archieparchie mosulská
- Mons. Boutros Moshe - Arcibiskup
- Mons. Basile Georges Casmoussa - Emeritní arcibiskup

### Eparchie káhirská
- Mons. Clément-Joseph Hannouche - Biskup

### Eparchie Naší Paní Vysvoboditelky z Newarku
- Mons. Barnaba Yousif Habash - Biskup

### Apoštolský exarchát ve Venezuele
- Mons. Hikmat Beylouni - Apoštolský exarcha a titulární biskup Sabratský
- Mons. Iwannis Louis Awad - Emeritní apoštolský exarcha a titulární biskup Zeugmaský

### Apoštolský exarchát v Kanadě
- Mons. Antoine Nassif - Apoštolský exarcha a titulární biskup Serigenský

### Patriarchalní exarchát v Jeruzalémě
- Mons. Grégoire Pierre Melki - Patriarchalní exarcha a titulární biskup Batnæský

## Syro-malankarského ritu

### Vyšší archieparchie tiruvanantapuramská
- Kard. Baselios Cleemis Thottunkal - Vyšší arcibiskup
  - Mons. Samuel Irenios Kattukallil - Pomocný biskup a titulární biskup Tamallumský

### Archieparchie tiruvallaská
- Mons. Thomas Koorilos Chakkalapadickal - Arcibiskup
- Mons. Geevarghese Timotheos Chundevalel - Emeritní biskup
  - Mons. Philipos Stephanos Thottathil - Pomocný biskup a titulární biskup Sozopoliský

### Eparchie batherská
- Mons. Joseph Thomas Konnath - Biskup

### Eparchie marthandamská
- Mons. Vincent Paulos Kulapuravilai - Biskup

### Eparchie mavelikkarská
- Mons. Joshuah Ignathios Kizhakkeveettil - Biskup

### Eparchie moovatupuzhaská
- Mons. Abraham Julios Kackanatt - Biskup

### Eparchie pathanamthittská
- Mons. Yoohanon Chrysostom Kalloor - Biskup

### Eparchie puthurská
- Mons. Geevarghese Divannasios Ottathengil - Biskup

### Eparchie svatého Jana Zlatoústého v Gurgaonu
- Mons. Jacob Barnabas Aerath, O.I.C. - Biskup

### Eparchie St. Mary, Queen of Peace
- Mons. Thomas Eusebios Naickamparampil - Biskup

### Apoštolský exarchát svatého Efréma v Khadki
- Mons. Thomas Anthonios Valiyavilayil, O.I.C. - Apoštolský exarcha a titulární biskup Igilgiliský

## Syro-malabarského ritu

### Vyšší archieparchie Ernakulam–Angamaly
- kardinál George Alencherry - Vyšší arcibiskup
  - Mons. Sebastian Adayanthrath - Pomocný biskup a titulární biskup z Macriana maior
  - Mons. Jose Puthenveettil - Pomocný biskup a titulární biskup Rusubbicarský
  - Mons. Thomas Chakiath - Emeritní pomocný biskup a titulární biskup Uzippariský
    - Mons. Stephen Chirappanath - Apoštolský vizitor pro Evropu

### Archieparchie changanacherryská
- Mons. Joseph Perumthotttam - Arcibiskup
- Mons. Joseph Powathil - Emeritní arcibiskup

### Archieparchie kottayamský
- Mons. Mathew Moolakkattu, O.S.B. - Arcibiskup
- Mons. Kuriakose Kunnacherry - Emeritní arcibiskup
  - Mons. Joseph Pandarasseril - Pomocný biskup a titulární biskup z Castellum Ripæ

### Archieparchie tellicherryjská
- Mons. George Njaralakatt - Arcibiskup
- Mons. George Valiamattam - Emeritní arcibiskup

### Archieparchie trichurská
- Mons. Andrews Thazhath - Arcibiskup
- Mons. Jacob Thoomkuzhy - Emeritní arcibiskup
  - Mons. Raphael Thattil - Pomocný biskup a titulární biskuo Burunijský

### Eparchie adilabadská
- Mons. Antony Prince Panengaden - Biskup
- Mons. Joseph Kunnath, C.M.I. - Emeritní biskup

### Eparchie belthangadyjská
- Mons. Lawrence Mukkuzhy - Biskup

### Eparchie bhadravathijská
- Mons. Joseph Erumachadath, M.C.B.S. - Biskup

### Eparchie bijnorská
- Mons. John Vadakel, C.M.I. - Biskup
- Mons. Gratian Mundadan, C.M.I. - Emeritní biskup

### Eparchie chandská
- Mons. Ephrem Nariculam - Biskup
- Mons. Vijay Anand Nedumpuram, C.M.I. - Emeritní biskup

### Eparchie faridabadská
- Mons. Kuriakose Bharanikulangara - Arcibiskup-Biskup

### Eparchie gorakhpurská
- Mons. Thomas Thuruthimattam, C.S.T. - Biskup
- Mons. Dominic Kokkat, C.S.T. - Emeritní biskup

### Eparchie idukkijská
- Mons. Mathew Anikuzhikattil - Biskup

### Eparchie irinjalakudská
- Mons. Pauly Kannookadan - Biskup

### Eparchie jagdalpurská
- Mons. Joseph Kollamparampil, C.M.I. - Biskup
- Mons. Simon Stock Palathara, C.M.I. - Emeritní biskup

### Eparchie kalyanská
- Mons. Thomas Elavanal, M.C.B.S. - Biskup

### Eparchie kanjirapallyjská
- Mons. Mathew Arackal - Biskup
- Mons. Mathew Vattackuzhy - Emeritní biskup

### Eparchie kothamangalamská
- Mons. George Madathikandathil - Biskup
- Mons. George Punnakottil - Emeritní biskup

### Eparchie mananthavadyská
- Mons. José Porunnedom - Biskup

### Eparchie mandyaská
- Mons. Antony Kariyil, C.M.I. - Biskup

### Eparchie palaijská
- Mons. Joseph Kallarangatt - Biskup
- Mons. Joseph Pallikaparampil - Emeritní biskup
  - Mons. Jacob Muricken - Pomocný biskup a titulární biskup thiniský

### Eparchie palghatská
- Mons. Jacob Manathodath - Biskup

### Eparchie rajkotská
- Mons. José Chittooparambil, C.M.I. - Biskup
- Mons. Gregory Karotemprel, C.M.I. - Emeritní biskup

### Eparchie ramanathapuramská
- Mons. Paul Alappatt - Biskup

### Eparchie sagarská
- Mons. Anthony Chirayath - Biskup
- Mons. Joseph Pastor Neelankavil, C.M.I. - Emeritní biskup

### Eparchie Svatého Tomáše apoštola v Chicagu
- Mons. Jacob Angadiath - Biskup
  - Mons. Joy Alappat - Pomocný biskup a titulární biskup bencennaský

### Eparchie Svatého Tomáše apoštola v Melbournu
- Mons. Bosco Puthur - Biskup

### Eparchie satnaská
- Mons. Joseph Kodakallil - Biskup
- Mons. Matthew Vaniakizhakel, C.V. - Emeritní biskup
- Mons. Abraham D. Mattam, C.V. - Emeritní biskup

### Eparchie thamarasserryjská
- Mons. Remigiose Inchananiyil - Biskup
- Mons. Paul Chittilapilly - Emeritní biskup

### Eparchie thuckalayjská
- Mons. George Rajendran Kuttinadar, S.D.B. - Biskup

### Eparchie ujjainská
- Mons. Sebastian Vadakel, M.S.T. - Biskup

### Eparchie Velká Británie
- Mons. Joseph Srampickal - Biskup

### Apoštolský exarchát Kanada
- Mons. Jose Kalluvelil - Apoštolský exarcha a titulární biskup tabalský